# Кипешино
Кипешино — село в Троицком районе Алтайского края. Входит в состав Кипешинского сельсовета.

## География
Село находится на берегах реки Белая (приток Большой Речки). Абсолютная высота — 249 м над уровнем моря.

### Климат
Климат характеризуется как континентальный, с продолжительной холодной зимой и коротким тёплым летом. Средняя температура самого тёплого месяца (июля) составляет 19 °С. Средняя температура самого холодного месяца (января) — −18 °С (абсолютный минимум — −50 °С). Годовое количество осадков — 300—350 мм. Продолжительность периода с устойчивым снежным покровом составляет 160 −170 дней.

## История
Основано в 1776 году. В 1926 году в селе Кипешное имелось 384 хозяйства и проживало 2374 человека (1133 мужчины и 1241 женщина). В национальном составе населения того периода преобладали русские. Действовала школа I ступени. В административном отношении являлось центром Кипешинского сельсовета Больше-Реченского района Бийского округа Сибирского края.

## Население
| 1926 | 1997 | 1998 | 1999 | 2000 | 2001 |
| ---- | ---- | ---- | ---- | ---- | ---- |
| 2374 | ↘161 | ↗173 | ↘170 | ↘162 | ↗164 |
| 2002 | 2003 | 2004 | 2005 | 2006 | 2007 |
| ↗165 | ↘157 | ↘155 | ↘154 | ↘139 | ↗151 |
| 2008 | 2009 | 2010 | 2011 | 2012 | 2013 |
| ↘133 | ↗144 | ↘121 | ↗124 | ↘122 | ↘121 |

### Национальный состав
Согласно результатам переписи 2002 года, в национальной структуре населения русские составляли 98 %.